# Bondi Beach

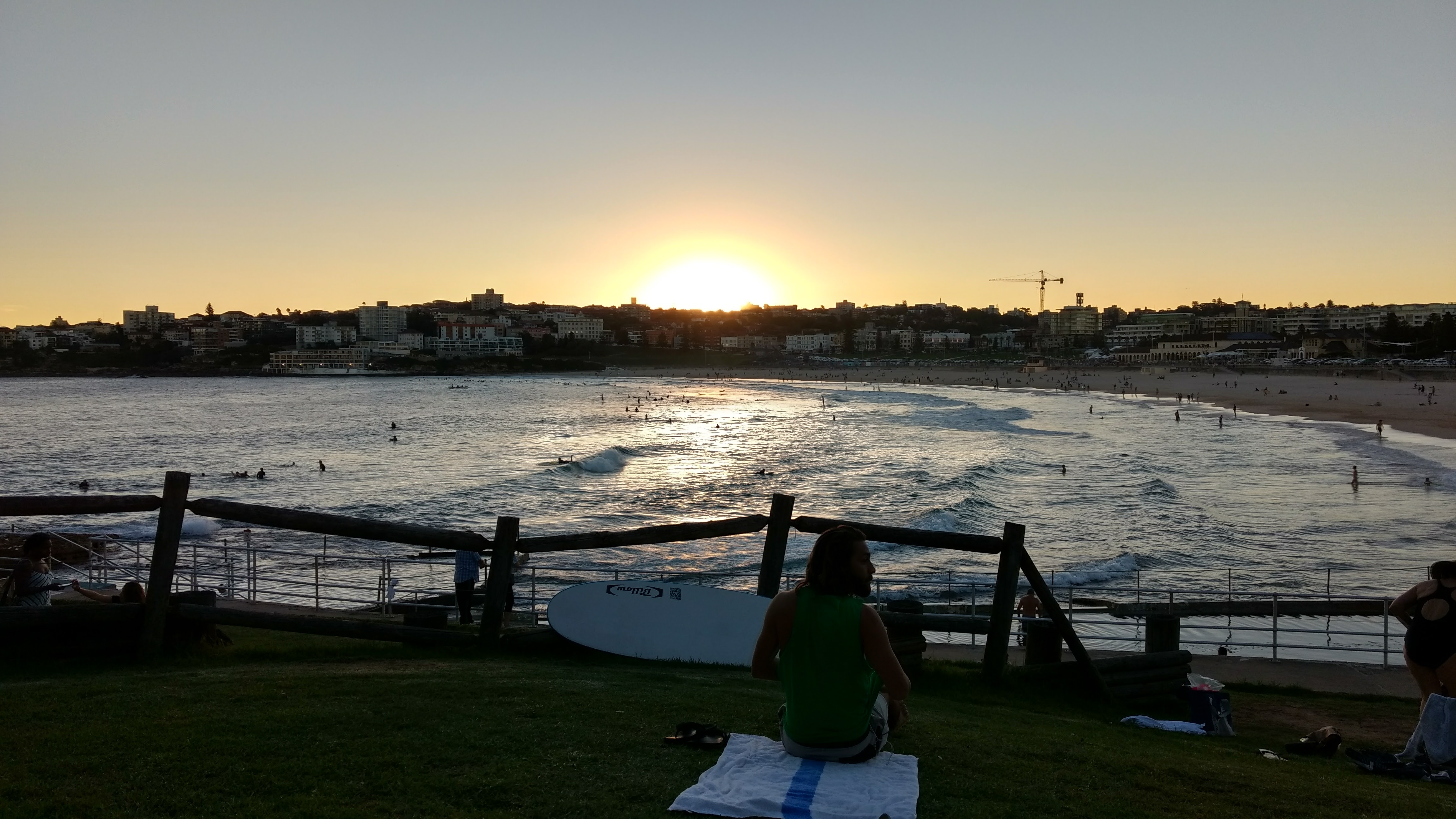
Tramonto di Bondi Beach

Bondi Beach (pronuncia /ˈbɒndaɪ/ bòn-dai), chiamata anche Bondi Bay è una rinomata spiaggia dell'Australia, situata nei pressi di Sydney, sette chilometri a est dal centro della città, nell'omonimo quartiere.

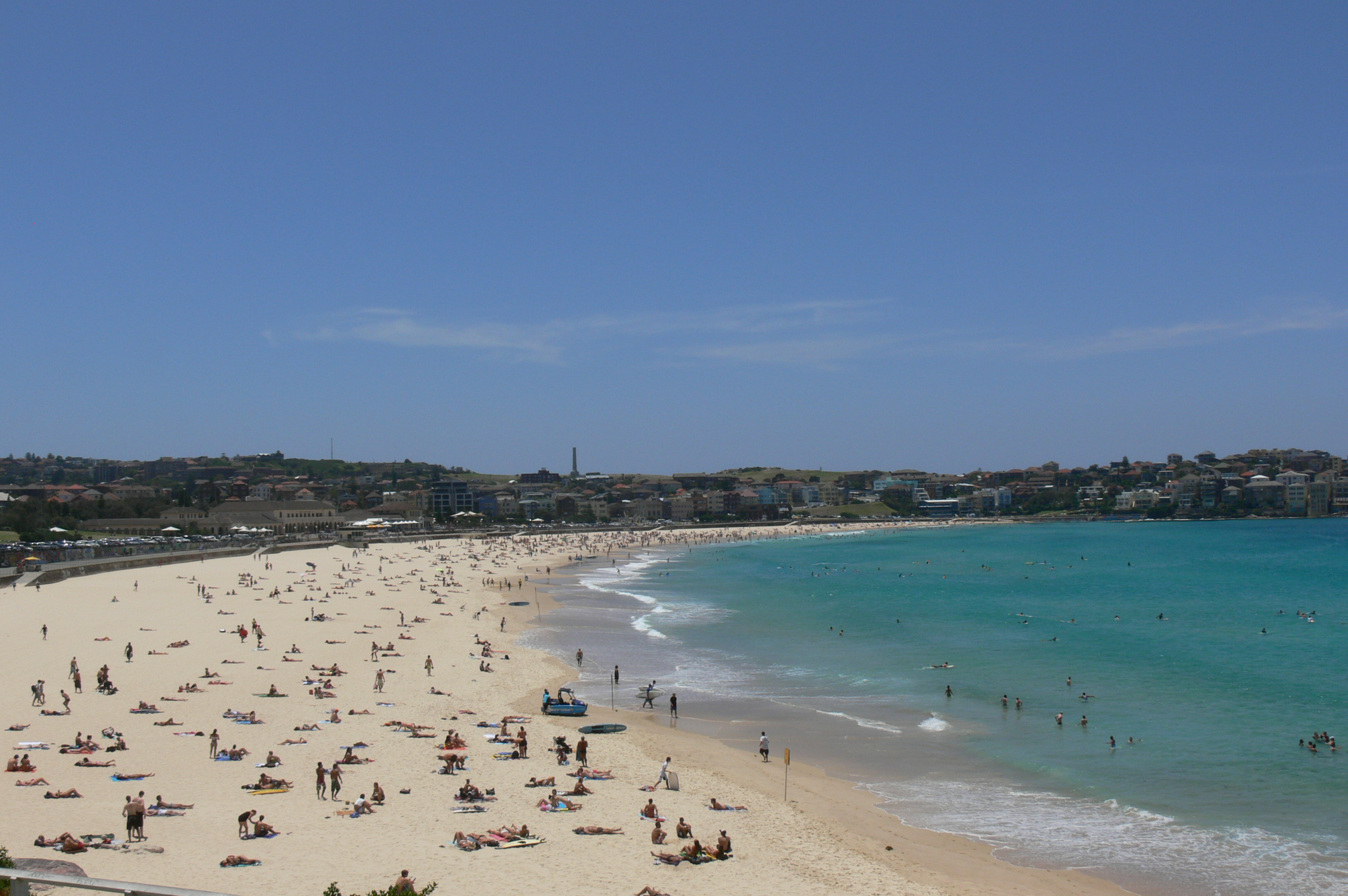
Bondi Beach

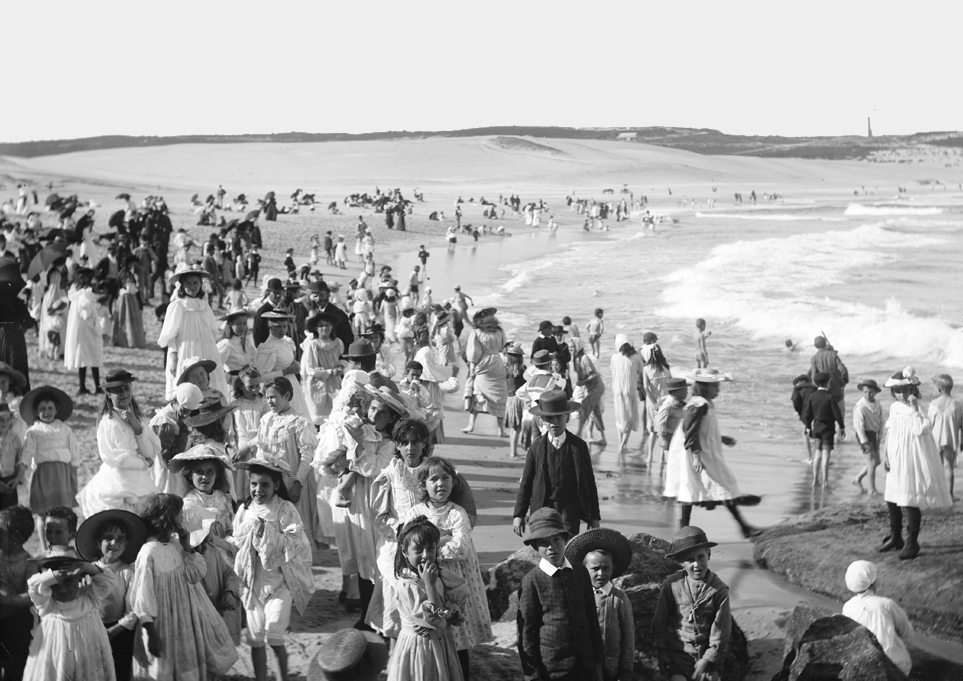
'Bondi Bay' - una foto del 1900 circa, tratta dal Powerhouse Museum

## Storia
"Bondi" (o "Boondi") è una parola aborigena che indica l'acqua che si frange sulle rocce, o il rumore dell'acqua che si frange sulle rocce..
Nel 1809, il costruttore di strade William Roberts ottenne una concessione nell'area. Nel 1851, Edward Smith Hall e il genero Francis O'Brien acquistarono 200 acri (0,81 km²) della zona di Bondi, un'area che comprendeva la maggior parte del fronte della spiaggia e che prese il nome di "The Bondi Estate". Tra il 1855 e il 1877, O'Brien acquistò la parte di terreno del suocero, rinominò la tenuta "O'Brien Estate" e aprì la spiaggia al pubblico. Con il crescere della popolarità della spiaggia, O'Brien minacciò di chiuderne l'accesso al pubblico, ma il consiglio municipale intervenne dichiarando la spiaggia pubblica con un atto datato 9 giugno 1882.
Il 6 febbraio 1938 passò alla storia nella cronaca di Bondi Beach come il Black Sunday (domenica nera): 5 persone affogarono e altre 250 furono tratte in salvo dopo che una serie di violente ondate si era abbattuta sulla spiaggia trascinando al largo le persone presenti.
Quartiere operaio per la maggior parte del XX secolo, dopo la Seconda Guerra Mondiale Bondi Beach e gli altri quartieri orientali di Sydney divennero casa per molti immigrati ebrei provenienti da Polonia, Russia, Ungheria e Germania; l'immigrazione ebraica è proseguita fino ad oggi accogliendo persone da Sudafrica, Russia e Israele. Il quartiere ospita numerose sinagoghe e una macelleria kosher.
Un'ordinanza sulla decenza dei costumi da bagno, rimasta in vigore dal 1935 e il 1961, si risolse in una controversia pubblica mano a mano che il bikini diventava sempre più popolare. Il locale consiglio municipale affidò a una pattuglia di ispettori il compito di vigilare sulla decenza e sulle dimensioni dei costumi da bagno e di multare gli eventuali trasgressori per offesa alla pubblica decenza. Nel corso degli anni cinquanta l'ordinanza divenne sempre più anacronistica, e fu sostituita nel 1961 da un'altra in cui si chiedeva ai bagnanti di "indossare un costume da bagno appropriato e adeguato". Dagli anni ottanta il topless è divenuto pratica comune a Bondi Beach, soprattutto all'estremità meridionale della spiaggia.

## La spiaggia
Bondi Beach è facilmente raggiungibile dal centro di Sydney, al quale è collegata anche da linee del trasporto pubblico.

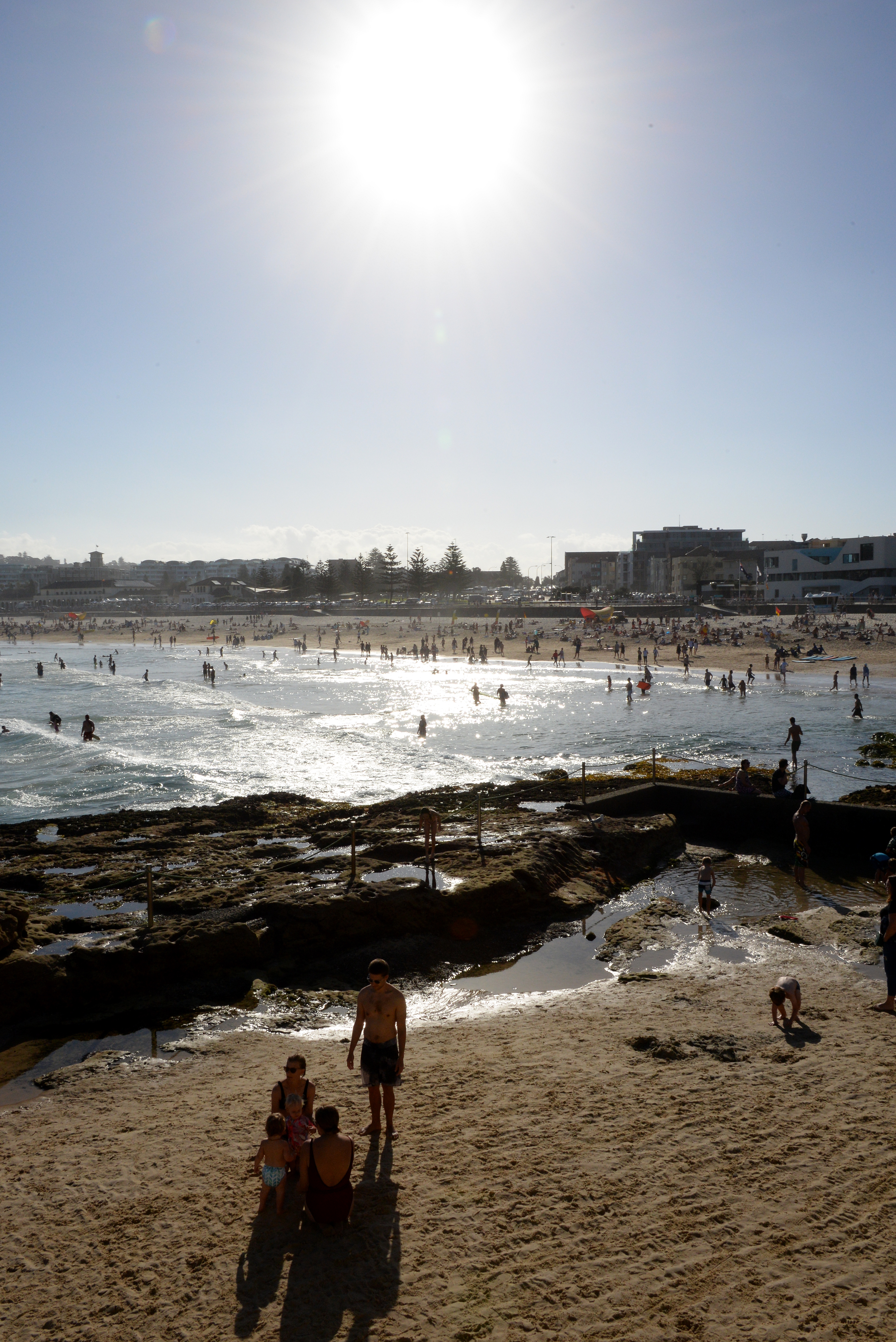
Nord di Bondi Beach

La spiaggia, di sabbia fine, lunga circa 1 chilometro, è delimitata ai lati da due scogliere ed è ogni anno meta di appassionati del surf. In una scala di pericolosità da 1 a 10, nel 2004 Surf Life Saving Australia ha dato voto 4 alla parte settentrionale e 7 a quella meridionale della spiaggia. Di norma, le zone sicure per la balneazione sono delimitate da apposite bandiere gialle e rosse.
Nei mesi estivi, come avviene anche su altre spiagge della zona, l'area balneabile viene protetta con una rete anti-squalo lungo la parte meridionale. Dalla spiaggia si avvistano occasionalmente pinne di delfini e balene, nonché pinguini.
Nel 2008 Bondi Beach è stata aggiunta alla lista del patrimonio nazionale australiano, la Australian National Heritage List.
La spiaggia ha ospitato le gare di beach volley durante le Olimpiadi Sydney 2000. Nell'occasione, fu costruito uno stadio temporaneo da 10.000 posti.

## Attrazioni turistiche

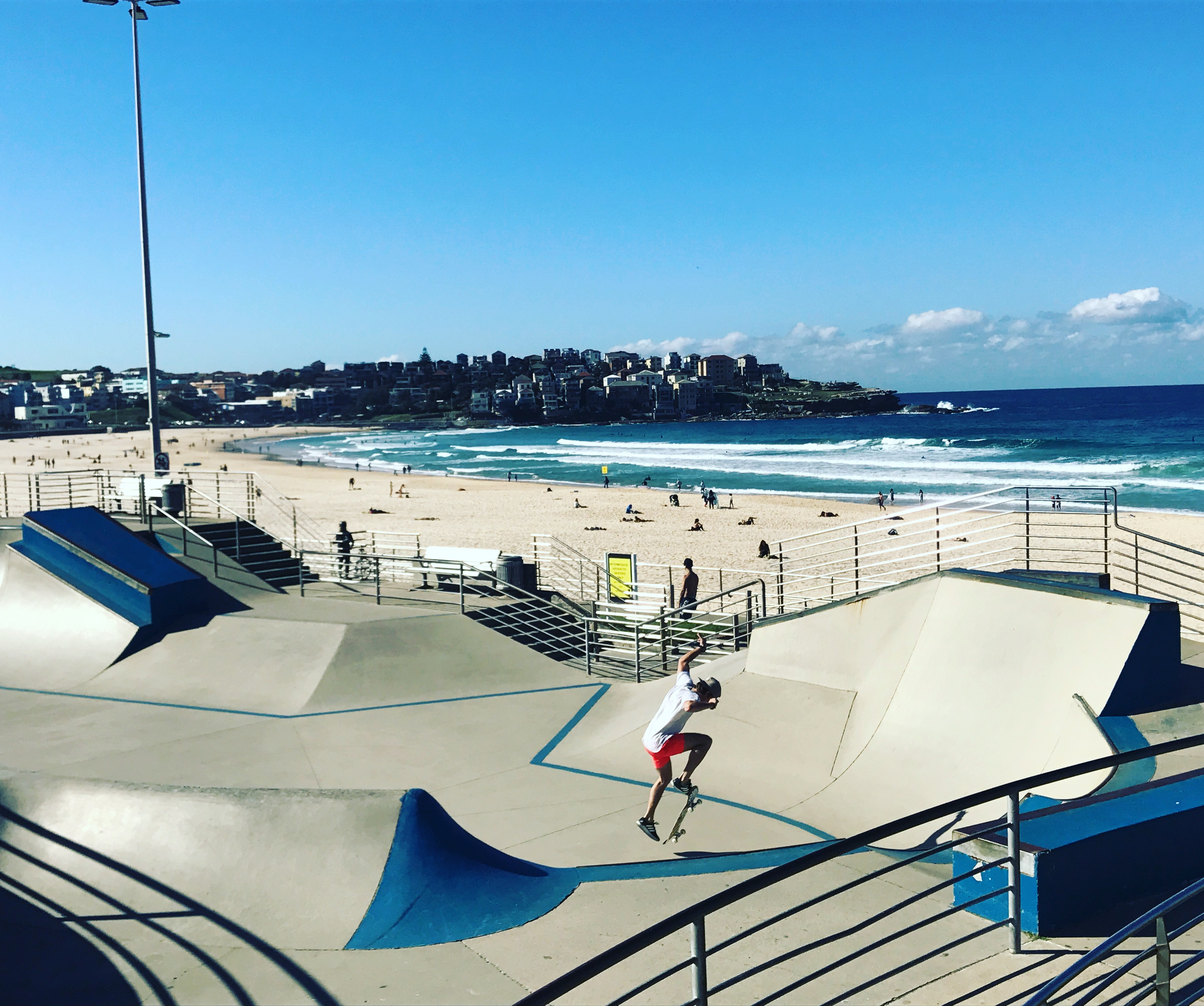
Bondi Skate Park

### Bondi Skate Park
Il Bondi Skate Park, aperto al pubblico dal 1991 e valutato con una valutazione di 4 su 5 da Skateboard Australia, è uno skate park, situato vicino a Bondi Beach, composto solamente da due rampe. Inoltre l'arena, disegnata da Chad Ford e profonda circa 3.7 m, accoglie dal 2004 una competizione internazionale di skateboard chiamata BOWL-A-RAMA.

### Bondi Icebergs

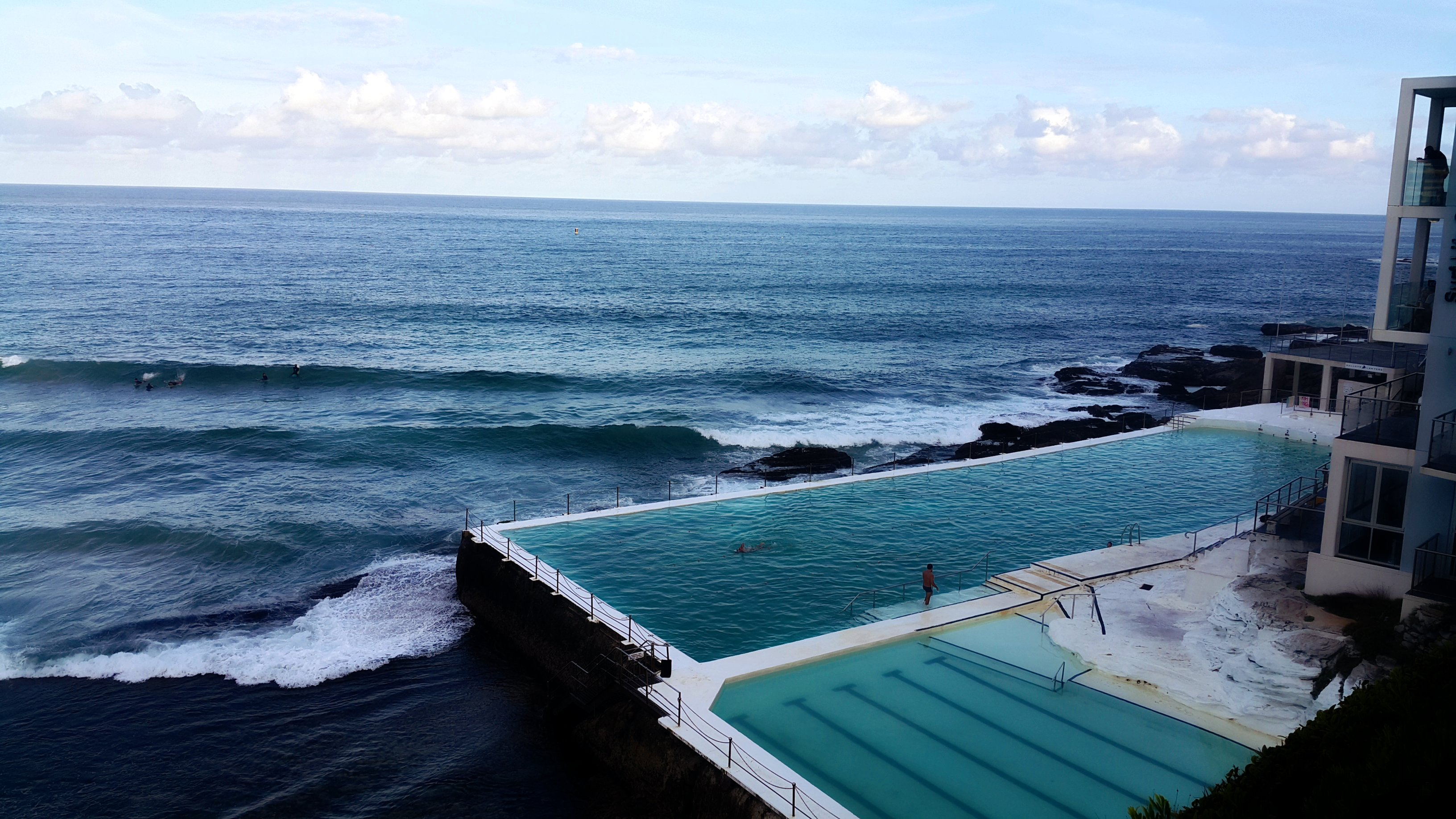
Piscina del Bondi Icebergs Swimming Club

Il "Bondi Icebergs Swimming Club" è un club di nuoto, originario del 1929, costruito per volere di una band per creare un luogo dedicato ai bagnini che desideravano mantenersi in forma durante la stagione invernale. Una delle regole, che ancora oggi va rispettata, per essere un membro di questo club e che bisogna competere almeno 3 domeniche su 4 per 5 anni.

## Curiosità
- Il primo modello del computer iMac prodotto dall'Apple fu chiamato anche "Bondi Blue" perché il colore delle sue plastiche ricordava le acque della Bondi Beach.
- In questa spiaggia sono state ambientate moltissime serie TV e film come Baywatch in Australia, Bondi Vet, Deep Water e alcuni episodi di modern family.
- Nel 2007 il Guinness world record per la foto con più donne in bikini fu svolto a Bondi Beach, vi parteciparono 1010 donne.
- La spiaggia ha ospitato le gare di beach volley durante le Olimpiadi Sydney 2000. Nell'occasione, fu costruito uno stadio temporaneo da 10.000 posti.
- Il nome della spiaggia compare al minuto 15:14 dell'episodio 12 della terza stagione della serie TV Lost nel momento in cui Claire e Sun adagiano Aaron su di una maglietta riportante il nome della spiaggia.